# Queen's University

Vlag

Queen's University (voluit Queen's University at Kingston of kortweg Queen's) is een in 1841 opgerichte universiteit in de Canadese stad Kingston. De universiteit is gemodelleerd naar de Universiteit van Edinburgh. Er studeren meer dan 20.000 studenten en in 2020 ontving de universiteit 50.000 applicaties voor ~5.000 plekken. Smith School of Business wordt gezien als de beste business opleiding van Canada.